# Andrea Trani
Andrea Trani (Gorizia, 23 de julio de 1977) es un deportista italiano que compitió en vela en la clase 470.
Ganó una medalla de oro en el Campeonato Mundial de 470 de 2003 y dos medallas de bronce en el Campeonato Europeo de 470, en los años 2001 y 2007. Participó en dos Juegos Olímpicos de Verano, en los años 2004 y 2008, ocupando el sexto lugar en Pekín 2008.

## Palmarés internacional
| \| Campeonato Mundial \| Campeonato Mundial \| Campeonato Mundial \| Campeonato Mundial \| \| Año \| Lugar \| Medalla \| Clase \| \| ------------------ \| ----------------------- \| ------------------ \| ------------------ \| \| 2003 \| Cádiz (España) \| Medalla de oro \| 470 \| \| Campeonato Europeo \| \| \| \| \| Año \| Lugar \| Medalla \| Clase \| \| 2001 \| Dún Laoghaire (Irlanda) \| Medalla de bronce \| 470 \| \| 2007 \| Salónica (Grecia) \| Medalla de bronce \| 470 \| |                         |                   |       |
| Campeonato Mundial |                         |                   |       |
| Año | Lugar                   | Medalla           | Clase |
| 2003 | Cádiz (España)          | Medalla de oro    | 470   |
| Campeonato Europeo |                         |                   |       |
| Año | Lugar                   | Medalla           | Clase |
| 2001 | Dún Laoghaire (Irlanda) | Medalla de bronce | 470   |
| 2007 | Salónica (Grecia)       | Medalla de bronce | 470   |